# Bósnia e Herzegovina nos Jogos Olímpicos de Verão da Juventude de 2010
A Bósnia e Herzegovina participou dos Jogos Olímpicos de Verão da Juventude de 2010 em Cingapura. Sua delegação foi formada por cinco atletas que competiram em quatro esportes. O tenista Damir Džumhur conquistou a primeira medalha olímpica, de bronze, para a Bósnia como país independente.

## Medalhistas
| Medalha | Nome          | Esporte | Evento            | Data         |
| ------- | ------------- | ------- | ----------------- | ------------ |
| Bronze  | Damir Džumhur | Tênis   | Simples masculino | 21 de agosto |

## Atletismo
| Evento         | Atleta           | Qualificação | Qualificação | Final     | Final        |
| Evento         | Atleta           | Resultado    | Posição      | Resultado | Posição      |
| -------------- | ---------------- | ------------ | ------------ | --------- | ------------ |
| 100 m feminino | Melika Kasumović | 13.48        | 26º (6º q1)  | 13.86     | 7º (Final D) |

## Judô
| Evento              | Atleta         | 1ª rodada                     | 2ª rodada                  | 1ª rodada repescagem       | 2ª rodada repescagem        | Final repescagem A              | Disputa pelo bronze A | Pos. final |
| ------------------- | -------------- | ----------------------------- | -------------------------- | -------------------------- | --------------------------- | ------------------------------- | --------------------- | ---------- |
| Até 81 kg masculino | Eldin Omerović | AUT Michael Greiter D 000-010 |                            | LBA Anis Shalabi V 001-000 | SVK Arpad Szakacs D 000-100 | Não avançou                     | Não avançou           | --         |
| Até 78 kg feminino  | Milica Savić   | Sem oponente                  | BEL Lola Mansour D 000-101 |                            | Sem oponente                | SRB Una Svetlana Tuba D 000-100 | Não avançou           | --         |

| Evento         | Atleta                                             | 1ª rodada                   | 2ª rodada                 | Semifinais             | Final       | Pos. final        |
| -------------- | -------------------------------------------------- | --------------------------- | ------------------------- | ---------------------- | ----------- | ----------------- |
| Equipes mistas | Eldin Omerović (como integrante da equipe Cairo)   | ZZX Equipe Birmingham V 5-2 | ZZX Equipe Hamilton V 4-4 | ZZX Equipe Essen D 2-5 | Não avançou | Medalha de bronze |
| Equipes mistas | Milica Savić (como integrante da equipe Nova York) | Sem oponente                | ZZX Equipe Tóquio D 4-4   | Não avançou            | Não avançou | 5º                |

## Natação
| Evento                    | Atleta      | Qualificação | Qualificação | Semifinais  | Semifinais  | Final       | Final       |
| Evento                    | Atleta      | Resultado    | Posição      | Resultado   | Posição     | Resultado   | Posição     |
| ------------------------- | ----------- | ------------ | ------------ | ----------- | ----------- | ----------- | ----------- |
| 100 m borboleta masculino | Zlatko Alić | 57.46        | 24º (1º q2)  | Não avançou | Não avançou | Não avançou | Não avançou |
| 200 m borboleta masculino | Zlatko Alić | 2:08.71      | 18º (6º q2)  |             |             | Não avançou | Não avançou |

## Tênis
| Atleta                                                 | Evento            | 1ª rodada                                                   | 2ª rodada                              | Quartas-de-final                                     | Semifinais                              | Final                               | Pos. final        |
| Atleta                                                 | Evento            | Oponente Resultado                                          | Oponente Resultado                     | Oponente Resultado                                   | Oponente Resultado                      | Oponente Resultado                  | Pos. final        |
| ------------------------------------------------------ | ----------------- | ----------------------------------------------------------- | -------------------------------------- | ---------------------------------------------------- | --------------------------------------- | ----------------------------------- | ----------------- |
| Damir Džumhur (cabeça-de-chave nº 2)                   | Simples masculino | JPN Yasutaka Uchiyama V 2-0 (7-5 e 6-2)                     | RUS Mikhail Biryukov V 2-0 (6-4 e 6-1) | HUN Mate Sziga V 2-0 (6-4 e 6-3)                     | IND Yuki Bhambri D 1-2 (3-6, 6-4 e 2-6) | RUS Victor Baluda V 2-0 (7-5 e 6-1) | Medalha de bronze |
| Damir Džumhur e CRO Mate Pavić (cabeças-de-chave nº 4) | Duplas masculinas | IND Yuki Bhambri PHI Jeson Patrombon V 2-1 (6-7, 7-5, 10-4) | Não houve                              | GBR Oliver Golding CZE Jiri Vesely D 0-2 (6-7 e 5-7) | Não avançaram                           | Não avançaram                       | --                |